# Gino Sarfatti

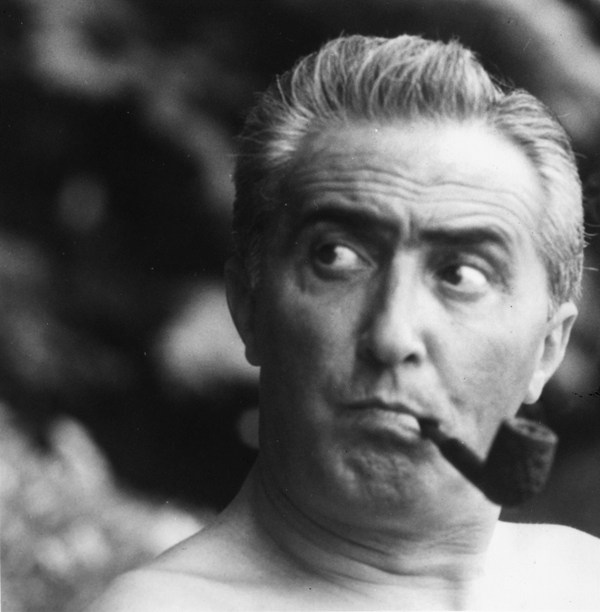
Gino Sarfatti

Gino Sarfatti (* 1912 in Venedig; † 1984 in Gravedona) war ein italienischer Industriedesigner. Er gilt als einer der bedeutendsten Gestalter für Leuchten und Lampen im 20. Jahrhundert.

## Leben und Werk
Sarfatti studierte an der Universität Genua Luft- und Raumfahrttechnik. Aufgrund finanzieller Probleme musste er sein Studium abbrechen und als Verkäufer für Glaswaren in Mailand arbeiten. Ab 1939 arbeitete er im Bereich der Beleuchtungstechnik und gründete  die Firma Arteluce. Während des Zweiten Weltkrieges floh er in die Schweiz, kehrte jedoch 1945 nach Mailand zurück. Er widmete sich unmittelbar dem Wiederaufbau seiner Firma Arteluce. Dabei verwendete er Materialien, die für den Lampenbau in dieser Zeit ungewöhnlich waren. Schon 1951 ließ er Leuchten aus Plexiglas bauen und verwendete frühzeitig Halogenlampen. Seine Entwürfe wurden in dieser Zeit überregional bekannt. Damals junge italienische Gestalter wie Franco Albini, Gianfranco Frattini, Vittoriano Vigano und Marco Zanuso waren für seine Firma tätig.
Sarfattis Deckenlampe 1063 von 1954 wurde vom Museum of Modern Art in seine Kollektion aufgenommen.

## Auszeichnungen
- 1954 Compasso d’Oro
- 1955 Compasso d’Oro
- 1955 Ehrendiplom der Triennale von Mailand

## Weiteres
- Gino Sarfatti ist ein Verwandter der Mussolinigeliebten Margherita Sarfatti.